# PIAT
PIAT（英文全稱：Projector, Infantry, Anti Tank, 步兵用反坦克發射器 )是一種第二次世界大戰時期英軍所用的一款反坦克武器。PIAT於1942年因應英軍需要更為有效的反坦克武器而設計，並於1943年開始服役。
PIAT基於杆式迫击炮的原理，發射一枚2.5英磅（1.1）重的前置炮彈。其射程按其發射方向而有所不同，直射所反坦克用時達115碼（105），而曲射作爆破用時則可達350碼（320）。PIAT的好處包括擁有低廉的製造成本，使用時沒有槍口煙霧，由此可較少暴露其發射的位置。另外一面，使用彈簧造成巨大後座力，準備使用十分困難，而炮彈的穿透力則不穩定。
PIAT於1943年開始服役，並於同年首次在西西里島戰役中使用，直至20世紀50年代初由美製巴祖卡火箭筒取代為止。蘇聯按租借法案獲得大量PIAT，而法國和波蘭的地下抵抗組織亦有使用。以色列哈加拿在1948年的中東戰爭中使用了PIAT。英國和英聯邦軍隊中共六名成員在戰鬥中使用PIAT而獲得維多利亞十字勳章。

## 發展
二戰開始之時，英軍主要使用兩款步兵用反坦克武器—博斯式反坦克步槍和68號反坦克槍榴彈。不過上述兩款武器效用不大，68號反坦克步槍用榴彈可於步槍槍口上的裝置所發射。這意味著榴彈的裝藥量不足，難以對坦克做成嚴重傷害，故此於實戰中很少使用。而博斯式反坦克步槍亦難以擔當重任，主要原因為其槍身過重。雖作為一款步兵用武器，普通步兵卻又難以操作。其設計更是早已過時。1940年時，博斯式反坦克步槍只能於近距離發揮作用，更後裝甲有所改良之時，則只能用於裝甲車和輕型坦克。1941年11月，十字军行动時期，北非戰場中的英國第八軍團軍官發現博斯式反坦克步槍未能損毀任何一架德國坦克。
英軍故此急需一款新式步兵用反坦克武器，最終發明了PIAT。PIAT的來源可追溯至1888年，美國工程師查理斯·蒙羅使用硝化纖維作實驗時發現當炸藥放在凹槽中引爆會提升其效能，亦即蒙羅效應。其後，德國科學家諾伊曼發現炸藥放進襯有金屬的凹槽時可造成更大損害。瑞士工程師莫豪普特於1930年進一步發展此技術並發明了錐形裝藥。在距離裝甲還有一定距離時，裝藥先行引爆，漏斗狀金屬殼體受擠壓變形，並在高溫高壓作用下聚焦形成一條高速金屬射流，使得熱能集中於一點以穿透裝甲。這是第六十八號反坦克手榴彈的主要技術。

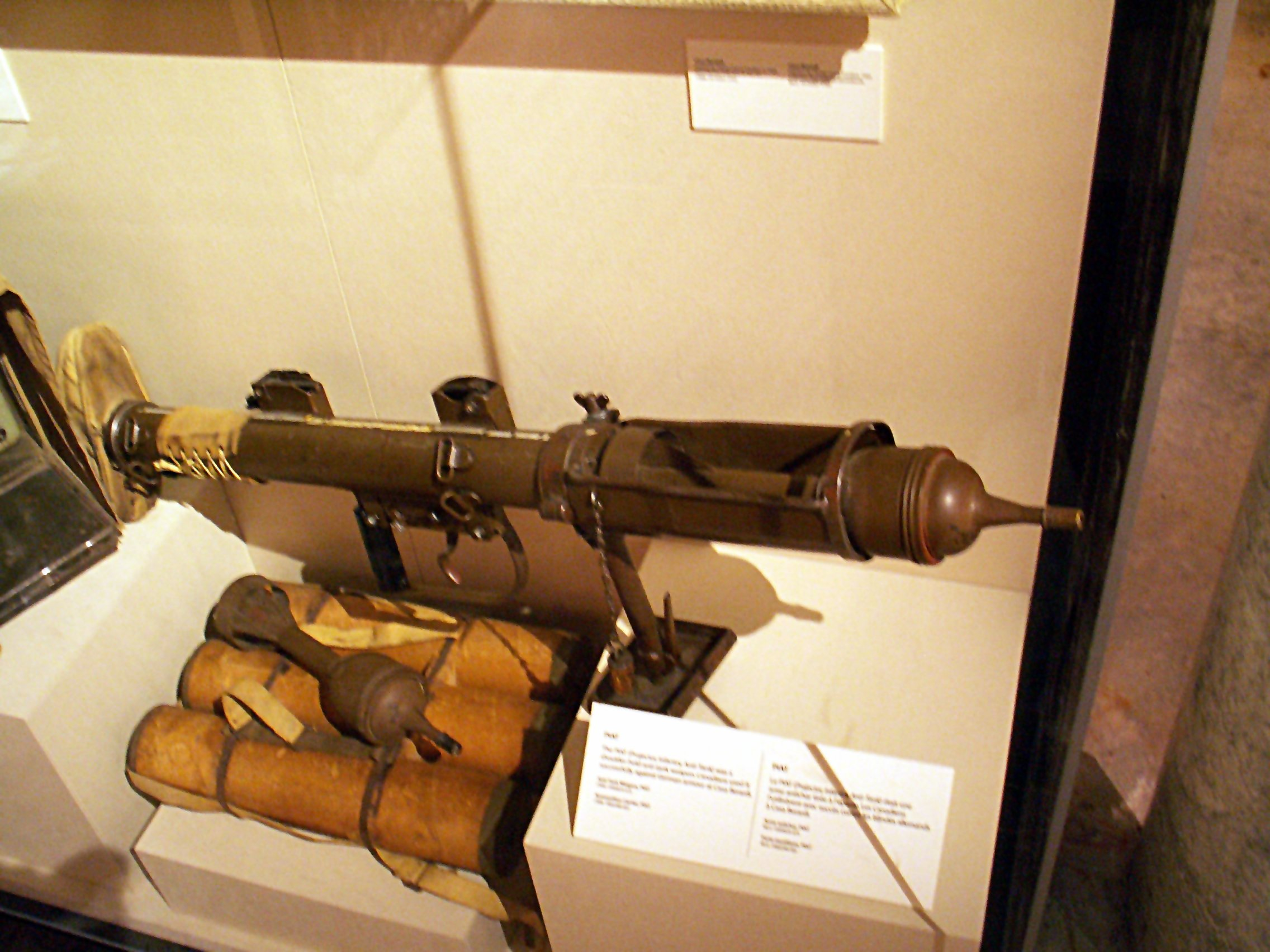
加拿大戰爭博物館中的PIAT和其彈藥盒

雖然技術已有實質應用，英國設計師仍然需要開發的比68號榴彈更大規模和射程的錐形裝藥武器。當莫豪普特仍在發展錐形彈藥技術時， 皇家炮兵的史都華·布萊克中校正研究輕型排用迫擊炮。傳統上迫擊炮會從底板上的炮管中發射炮彈，而杆式迫擊炮則是將一枝實心鋼管固定在底板上，炮彈内置有管道以將鋼管套入其中。發射時击针沿着鋼管上行击发炮彈尾部的底火，推動彈頭沿着鋼管方向前進。因為炮彈中包含了傳統而言的「炮管」，彈頭的直徑不再受迫擊炮炮管的大小所限制。布萊克及後按此設計了一款輕型迫擊砲並遞交至英國陸軍部，但最終遭西班牙的設計擊敗。布萊克未受影響繼續實驗，嘗試將杆式設計應用於步兵反坦克武器之中，最初他發現杆式設計無法提供足夠初速以穿透裝甲。但布萊克依然沒有放棄，並發展出布莱克尔迫击炮，一種反坦克迫击炮，可以射出一個重14至20英磅（6至9）的榴彈至約100碼（90）遠。雖然迫击炮發射的榴彈不能直接穿透坦克裝甲，但仍能造成一些傷害。大量布萊克迫击炮於1940年左右送往本土防禦部隊作為反坦克武器。

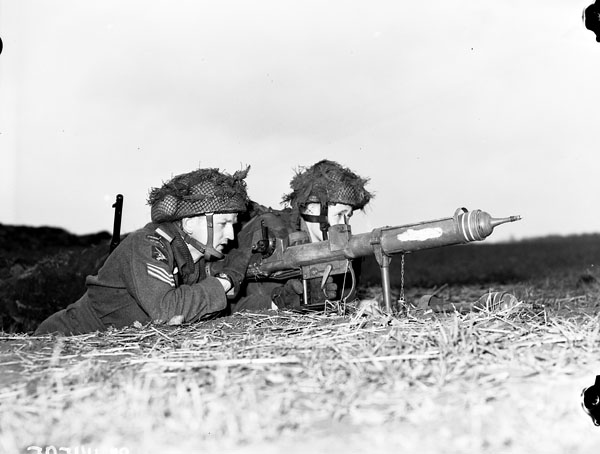
加拿大傘兵曾使用PIAT

當布萊克得悉錐形彈藥時，認為錐形彈藥就是他設計中反坦克武器應有的彈藥，因為錐形彈藥只使用其中蘊含的能量，而非依賴彈頭發射時的速度。布萊克接著設計一款尾部有推進劑的錐形彈藥和用以配合的肩扛式發射器。發射器的金屬外殼內藏有一個大彈簧，砲彈放置於金屬外殼最前方的凹槽中。扣下扳機後撞針會撞撃砲彈的尾部，將引爆推進劑，爆炸把砲彈推出至約140（150碼）遠。布萊克將該武器命名為嬰兒擲彈機並於1941年送往陸軍部。然而嬰兒擲彈機於測試時證實有不少問題，例如一份英國陸軍部的報告指其金屬外殼異常脆弱，而撞針並不能準確擊中推進劑，所有碰巧能射出去的彈頭即使擊中目標亦未有爆炸。
當布萊克遞交設計時，他正於MD1工作，該部門的職責是設計並提供武器予歐洲的抵抗組織或游擊隊。嬰兒擲彈機經過短暫試用後，布萊克就被調往其它職務。他留下其反坦克武器的設計給米利斯·傑佛瑞少校。傑佛瑞取得了嬰兒擲彈機的原型後就在其辦公室的地板上重新組裝起來，再加上一個錐形裝藥的彈藥，將其命名為傑佛瑞肩扛炮。傑佛瑞取得幾顆高爆性反坦克彈頭之後去往薩裡郡一間小型武器學校作測試。一名准尉拿起肩扛炮，走往開火區瞄準一裝甲目標並扣動扳機。炮彈成功把目標穿透，但爆炸時裝甲碎片飛出並不幸擊中准尉。傑佛瑞只好接替準尉再發射幾枚炮彈，所有炮彈都成功刺穿裝甲目標。這款武器由小型武器學校的軍械局改良彈藥後將其更名為PIAT，並下令發給步兵作為手提反坦克武器。PIAT於1942年8月尾開始生產。
武器的命名於該時有所爭議。1944年的一份報告將PIAT和布萊克擲彈機皆歸功於傑佛瑞。布萊克對此十分不滿，並向布萊克提議所有獎勵於扣除開支後應該兩人平分，而軍需部已經向布萊克支付五萬鎊以補償其研發的開支。邱吉爾亦有參與是次爭論，並於1943年一月寫信予戰爭大臣詢問為何將傑佛瑞肩扛炮更名為PIAT，卻沒有人反對使用博斯作為反坦克步槍的名字。邱吉爾支持傑佛瑞的觀點但最終未能得償所願。布萊克最終從發明部處取得25,000英鎊作為獎金。

## 設計

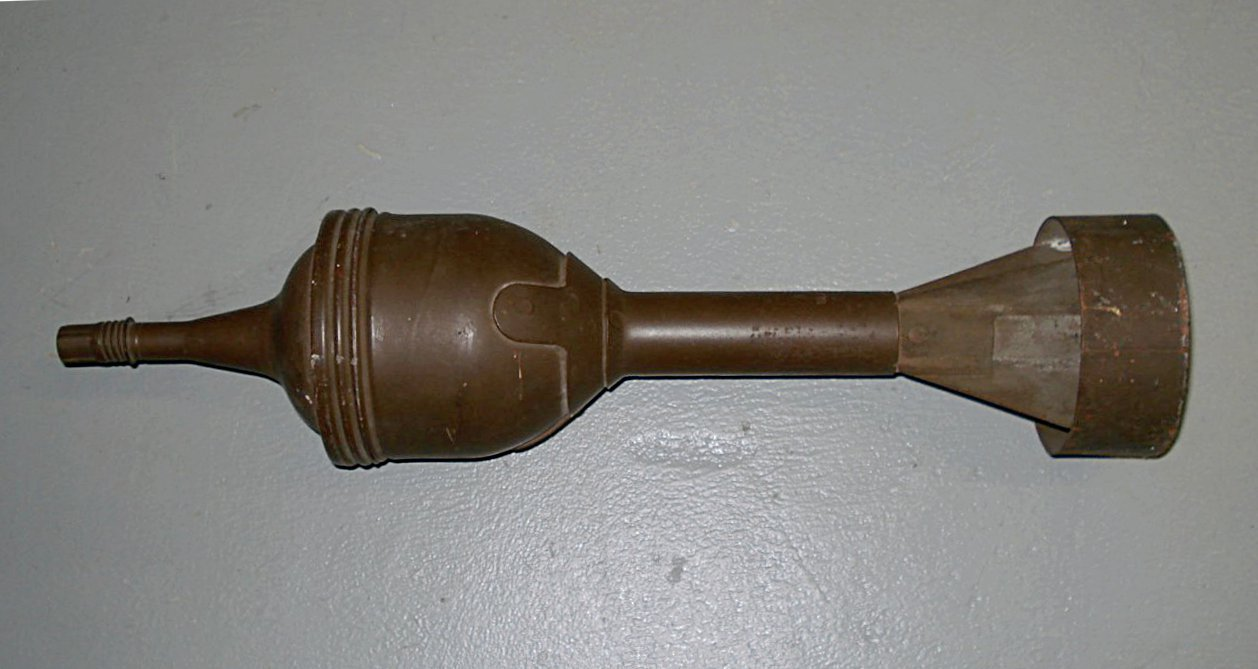
PIAT的高爆性反坦克彈頭。

PIAT長39英寸（0.99）及重32英磅（15），有效距離約為115碼（110），而最大射擊距離則有350碼（320）。雖然PIAT可由單人攜帶並操作，但通常供二人小組所使用，另一位隊員負責攜帶彈藥和填裝。PIAT的發射器由薄鋼片製成的圓管作為外殼，並內藏擊發裝置和彈簧。發射器最前端有一凹槽用以放置準備發射的彈頭，而鋼管位於管內正中央並延伸至凹槽中。保護用戶肩膀的墊放置於發射器的另一端，而瞄準器則置於發射器的正上方。炸彈的設計約為一根鋼管，前方用來放置錐形裝藥彈頭，後方則作安裝推進劑之用。
使用前須先啟動開火裝置，亦則拉緊上述的彈簧。然而拉緊彈簧非常困難，使用者須首先將PIAT直立，雙腳站在保護墊上，再轉動武器以把彈簧鎖緊至後方及解開槍體，再屈身把武器的外殼向上拉直至彈簧扣上扳機。完成以上步驟後再將外殼連接回其他部分才可再次使用該武器。由於使用者須把彈簧向上拉以扣上扳機，若其身材矮小則難以完成。另外，使用者亦難以於臥下時上彈，然而發射時卻又必須使用臥姿。
當扣動扳機時，彈簧會推動撞針撞向炸彈，繼而點燃炮彈中的推進劑，並由此將炮彈從凹槽中發射。推進劑引爆所產生的後座力會將撞針送回彈簧處及拉緊彈簧，不再需要如前述般重新啟動。

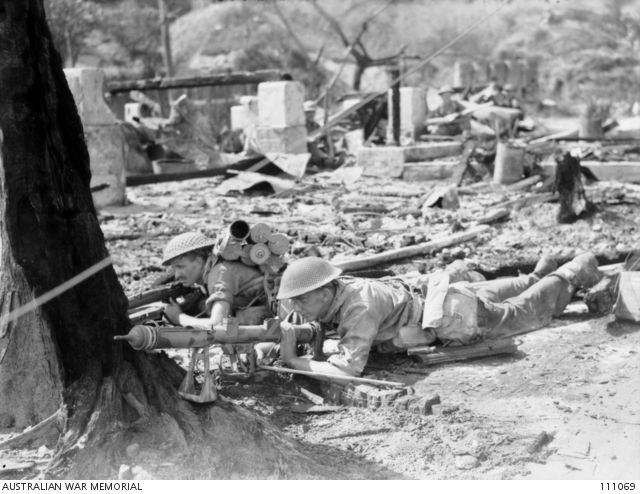
1945年峇里巴板戰役的一隊澳大利亞軍人。

訓練強調使用PIAT時應盡可能隱蔽自己，並從狹縫或溝槽中發射。例如可先藏於戰壕中，適時瞄準敵方裝甲車輛的側翼或後方。PIAT於實戰中往往也用來攻擊位於房屋或掩體的敵陣地。
儘管PIAT準備及射擊時皆有一定困難，但其亦有不少優點。其粗製的外殼金屬管沒有使用昂貴的高級材料，發射時亦有相對較少的槍口煙霧，故不易顯露使用者的位置。外殼的大小不會限制其使用更大口徑的彈藥。另一方面，PIAT十分笨重，故在英國及英聯邦軍隊中並不受歡迎。其彈藥亦有穿透力和穏定性的問題，雖然理論上能夠穿透約100（4英寸）厚的裝甲，但盟軍入侵西西里島時的試驗中發現該理論上的能力往往遭其他問題所掩蓋。熟練使用者
在100碼（90）的距離中有超過六成機會無法擊中目標，而不良的引信則使四分之一炮彈於擊中目標時未能引爆。

## 行動歷史

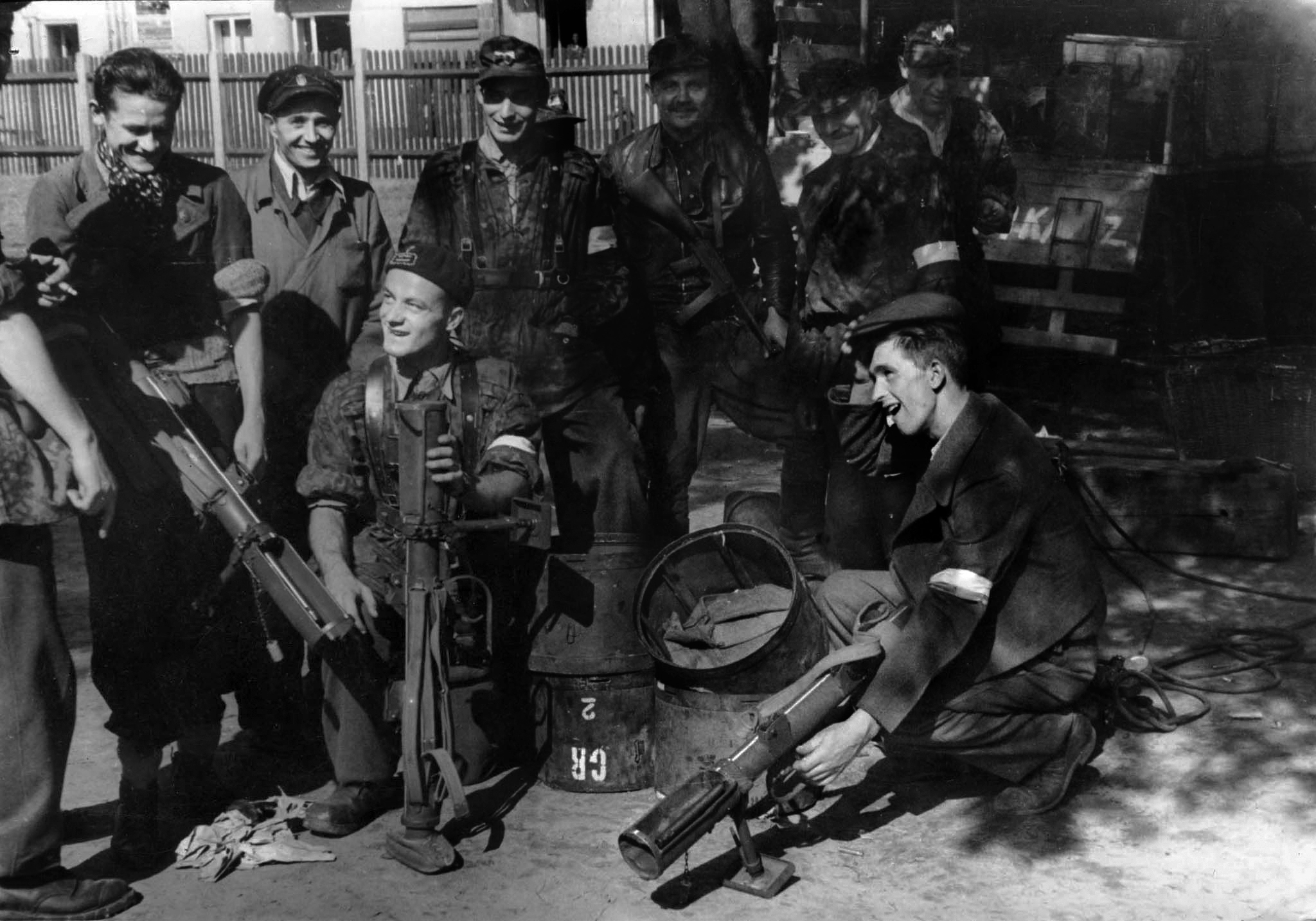
華沙起義戰鬥人員展示PIAT。

PIAT於1943年開始於英國及英聯邦部隊處服役，並由加拿大部隊在盟軍入侵西西里島期間首次使用。1944年時英軍每排有36人，並可獲派一支PIAT及一個2-英寸（51-）迫擊砲分隊。連部則額外獲發三支PIAT供指揮官自由分配，通常每排各派一支。英軍及皇家海軍陸戰隊突擊隊員亦獲發PIAT。澳大利亞陸軍從1943年底起分配PIAT（在澳大利亞亦稱作PITA，Projector Infantry Tank Attack）至叢林師中所有步兵排。
加拿大陸軍於1945年前後向161名剛離開戰場的軍官詢問31款步兵用武器的效能，PIAT獲選為最有效的武器，著名的布倫輕機槍則緊隨其後。
英國參謀人員分析後發現諾曼底戰役的初期，由PIAT摧毀的德國坦克佔英軍總擊毀數的7%，比飛機轟炸做成的6%更為有效。他們亦發現德國坦克若裝有側裙，PIAT的彈頭就會被提早引爆，武器就會變得不太有效。
英國按租借法案於1941年10月至1946年3月期間提供1,000支PIAT和10萬發彈藥予蘇聯。歐洲各抵抗組織和游擊隊也有使用PIAT。華沙起義時，波蘭地下抵抗組織有使用PIAT以對付德國軍隊。自由法國在缺乏迫擊砲和火砲的情況下亦有使用PIAT作為替代品。
英國共頒發了六顆維多利亞十字勳章予於行動中使用了PIAT的軍人。
- 1944年5月16日，意大利戰役冬季防線中法蘭克·傑佛遜（英语：Frank Jefferson）用PIAT摧毀一架德軍四號坦克並擊退德國發動的反擊[29]。
- 1944年6月6日，斯坦利·霍利斯（英语：Stanley Hollis）於當天數個行動中使用PIAT攻擊德國的野戰炮[30]。
- 1944年6月12日，Ganju Lama（英语：Ganju Lama）使用PIAT擊毀數輛日本坦克從而阻止其進入緬甸[31]。
- 1944年9月19日至25日，羅拔·凱恩（英语：Robert Henry Cain）於阿納姆戰役中用PIAT阻止一輛虎式坦克推進至他所屬的連部，並於之後的突擊中迫使另外三架德國四號坦克撤退[32]。
- 1944年10月21日，歐奈斯特·史密夫（英语：Ernest Smith）使用PIAT摧毀了一輛德國坦克，並協助擊退德國的反擊，由此守住薩維奧河上的灘頭陣地[33]。
- 1944年12月9日，約翰·布魯恩特（英语：John Brunt）利用PIAT和其它武器擊退由德國第90裝甲擲彈兵師製造的攻勢[34]。

直到1950年代初由巴祖卡火箭筒和埃奈加反坦克榴彈所取代之前，所有英國和英聯邦軍隊有服役的戰事中都有使用到PIAT。澳大利亞陸軍在朝鮮戰爭開始時混用PIAT和2.36-英寸（60-）的巴祖卡火箭筒，但後來都由3.5-英寸（89-）的M20「超級巴祖卡」迅速取代。
1948年以色列獨立戰爭中，以色列哈加納和以色列國防軍使用PIAT對付阿拉伯的裝甲部隊。

## 使用國家
有使用PIAT的國家：
- [23]
- 加拿大[13]
- 希臘王國
- 印度
- 以色列[36]
- 義大利
- 盧森堡
- 新西兰[37]
- 南非
- 苏联[25]
- 英国[13]
- 南斯拉夫
- 自由法國[27]
- 波蘭地下反抗組織[26]

## 流行文化

### 電子遊戲
- 2021年—《應徵入伍》：同盟國科技樹BR II反坦克武器，可在科技樹上解鎖。